# エミリー・ソーン・ヴァンダービルト

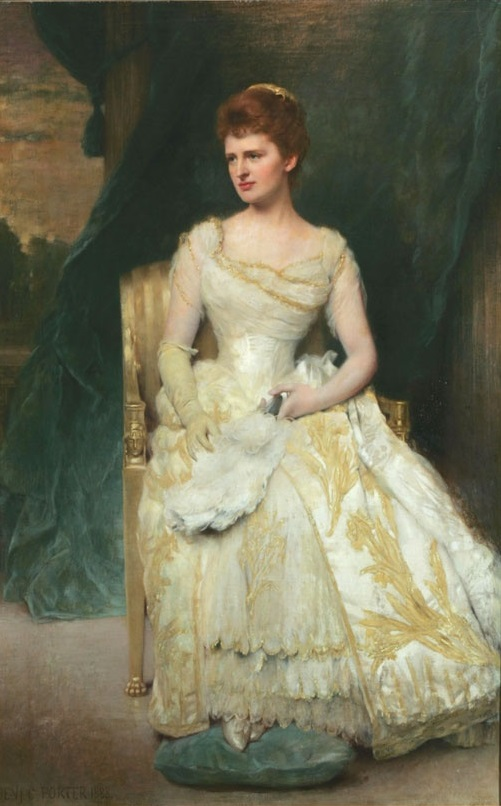
ベンジャミン・カーティス・ポーターによる肖像画

エミリー・ソーン・ヴァンダービルト (Emily Thorn Vanderbilt、1852年 - 1946年) はアメリカ合衆国の著名なヴァンダービルト家の一族。
ウィリアム・ヘンリー・ヴァンダービルト(1821年 – 1885年)とマリア・ルイザ・キッサム（1821年 - 1896年）の第4子次女で、エミリー・ソーンの名はヴァンダービルト家の家長であるコーネリアス・ヴァンダービルトの娘でありエミリー・ソーンの叔母にあたるエミリー・アルミラ(・ヴァンダービルト)・ソーンに因んで名付けられた。
ウィリアム・ダグラス・スローンと結婚し、マサチューセッツ州レノックスにあるシングル・スタイルの巨大な別荘のエルム・コートを建てた。

## 結婚
カーペット会社W&Jスローンのヘンリー・T・スローンの兄弟であるウィリアム・ダグラス・スローンと結婚し、3人の娘と2人の息子をもうけた。スローンの没後、1920年、駐仏および駐伊アメリカ大使でヴェルサイユ条約の署名者であったヘンリー・ホワイトと再婚。
エミリー・ソーン・ヴァンダービルト・スローン・ホワイトの孫はジャズ・ミュージシャンであるベニー・グッドマンの妻であるアリス・フランセス・ハマンド、その妹でありマンレイ・D・ブレックの妻で牧畜業者のレイチェル・ハマンド、弟でA&Rのジョン・ヘンリー・ハマンド2世がいる。
|                                                |                                                |                                                |                                                |                                                |                                                | コーネリアス・ヴァンダービルト 1794–1877 | コーネリアス・ヴァンダービルト 1794–1877 | コーネリアス・ヴァンダービルト 1794–1877     | コーネリアス・ヴァンダービルト 1794–1877     | コーネリアス・ヴァンダービルト 1794–1877     | コーネリアス・ヴァンダービルト 1794–1877     |                                                  |                                                  |                                                  |                                                  |                                                  |                                                  | ソフィア・ジョンソン 1795年 – 1868年         | ソフィア・ジョンソン 1795年 – 1868年         | ソフィア・ジョンソン 1795年 – 1868年                 | ソフィア・ジョンソン 1795年 – 1868年                 | ソフィア・ジョンソン 1795年 – 1868年                 | ソフィア・ジョンソン 1795年 – 1868年                 |                                                      |                                                      |                                                |                                                |                                                |                                                |                                            |                                            |                                            |                                            |                                         |                                         |
|                                                |                                                |                                                |                                                |                                                |                                                | コーネリアス・ヴァンダービルト 1794–1877 | コーネリアス・ヴァンダービルト 1794–1877 | コーネリアス・ヴァンダービルト 1794–1877     | コーネリアス・ヴァンダービルト 1794–1877     | コーネリアス・ヴァンダービルト 1794–1877     | コーネリアス・ヴァンダービルト 1794–1877     |                                                  |                                                  |                                                  |                                                  |                                                  |                                                  | ソフィア・ジョンソン 1795年 – 1868年         | ソフィア・ジョンソン 1795年 – 1868年         | ソフィア・ジョンソン 1795年 – 1868年                 | ソフィア・ジョンソン 1795年 – 1868年                 | ソフィア・ジョンソン 1795年 – 1868年                 | ソフィア・ジョンソン 1795年 – 1868年                 |                                                      |                                                      |                                                |                                                |                                                |                                                |                                            |                                            |                                            |                                            |                                         |                                         |
|                                                |                                                |                                                |                                                |                                                |                                                |                                          |                                          |                                              |                                              |                                              |                                              |                                                  |                                                  |                                                  |                                                  |                                                  |                                                  |                                              |                                              |                                                      |                                                      |                                                      |                                                      |                                                      |                                                      |                                                |                                                |                                                |                                                |                                            |                                            |                                            |                                            |                                         |                                         |
|                                                |                                                |                                                |                                                |                                                |                                                |                                          |                                          |                                              |                                              |                                              |                                              |                                                  |                                                  |                                                  |                                                  |                                                  |                                                  |                                              |                                              |                                                      |                                                      |                                                      |                                                      |                                                      |                                                      |                                                |                                                |                                                |                                                |                                            |                                            |                                            |                                            |                                         |                                         |
|                                                |                                                |                                                |                                                | マリア・ルイザ・キッサム 1821年 – 1896年       | マリア・ルイザ・キッサム 1821年 – 1896年       | マリア・ルイザ・キッサム 1821年 – 1896年 | マリア・ルイザ・キッサム 1821年 – 1896年 | マリア・ルイザ・キッサム 1821年 – 1896年     | マリア・ルイザ・キッサム 1821年 – 1896年     |                                              |                                              | ウィリアム・ヘンリー・ヴァンダービルト 1821–1885 | ウィリアム・ヘンリー・ヴァンダービルト 1821–1885 | ウィリアム・ヘンリー・ヴァンダービルト 1821–1885 | ウィリアム・ヘンリー・ヴァンダービルト 1821–1885 | ウィリアム・ヘンリー・ヴァンダービルト 1821–1885 | ウィリアム・ヘンリー・ヴァンダービルト 1821–1885 |                                              |                                              | エミリー・アルミラ・ヴァンダービルト 1823年 – 1896年 | エミリー・アルミラ・ヴァンダービルト 1823年 – 1896年 | エミリー・アルミラ・ヴァンダービルト 1823年 – 1896年 | エミリー・アルミラ・ヴァンダービルト 1823年 – 1896年 | エミリー・アルミラ・ヴァンダービルト 1823年 – 1896年 | エミリー・アルミラ・ヴァンダービルト 1823年 – 1896年 |                                                |                                                | ウィリアム・ナップ・ソーン 1807年 – 1887年     | ウィリアム・ナップ・ソーン 1807年 – 1887年     | ウィリアム・ナップ・ソーン 1807年 – 1887年 | ウィリアム・ナップ・ソーン 1807年 – 1887年 | ウィリアム・ナップ・ソーン 1807年 – 1887年 | ウィリアム・ナップ・ソーン 1807年 – 1887年 |                                         |                                         |
|                                                |                                                |                                                |                                                | マリア・ルイザ・キッサム 1821年 – 1896年       | マリア・ルイザ・キッサム 1821年 – 1896年       | マリア・ルイザ・キッサム 1821年 – 1896年 | マリア・ルイザ・キッサム 1821年 – 1896年 | マリア・ルイザ・キッサム 1821年 – 1896年     | マリア・ルイザ・キッサム 1821年 – 1896年     |                                              |                                              | ウィリアム・ヘンリー・ヴァンダービルト 1821–1885 | ウィリアム・ヘンリー・ヴァンダービルト 1821–1885 | ウィリアム・ヘンリー・ヴァンダービルト 1821–1885 | ウィリアム・ヘンリー・ヴァンダービルト 1821–1885 | ウィリアム・ヘンリー・ヴァンダービルト 1821–1885 | ウィリアム・ヘンリー・ヴァンダービルト 1821–1885 |                                              |                                              | エミリー・アルミラ・ヴァンダービルト 1823年 – 1896年 | エミリー・アルミラ・ヴァンダービルト 1823年 – 1896年 | エミリー・アルミラ・ヴァンダービルト 1823年 – 1896年 | エミリー・アルミラ・ヴァンダービルト 1823年 – 1896年 | エミリー・アルミラ・ヴァンダービルト 1823年 – 1896年 | エミリー・アルミラ・ヴァンダービルト 1823年 – 1896年 |                                                |                                                | ウィリアム・ナップ・ソーン 1807年 – 1887年     | ウィリアム・ナップ・ソーン 1807年 – 1887年     | ウィリアム・ナップ・ソーン 1807年 – 1887年 | ウィリアム・ナップ・ソーン 1807年 – 1887年 | ウィリアム・ナップ・ソーン 1807年 – 1887年 | ウィリアム・ナップ・ソーン 1807年 – 1887年 |                                         |                                         |
|                                                |                                                |                                                |                                                |                                                |                                                |                                          |                                          |                                              |                                              |                                              |                                              |                                                  |                                                  |                                                  |                                                  |                                                  |                                                  |                                              |                                              |                                                      |                                                      |                                                      |                                                      |                                                      |                                                      |                                                |                                                |                                                |                                                |                                            |                                            |                                            |                                            |                                         |                                         |
| ウィリアム・ダグラス・スローン 1844年 – 1915年 | ウィリアム・ダグラス・スローン 1844年 – 1915年 | ウィリアム・ダグラス・スローン 1844年 – 1915年 | ウィリアム・ダグラス・スローン 1844年 – 1915年 | ウィリアム・ダグラス・スローン 1844年 – 1915年 | ウィリアム・ダグラス・スローン 1844年 – 1915年 |                                          |                                          | エミリー・ソーン・ヴァンダービルト 1852–1946 | エミリー・ソーン・ヴァンダービルト 1852–1946 | エミリー・ソーン・ヴァンダービルト 1852–1946 | エミリー・ソーン・ヴァンダービルト 1852–1946 | エミリー・ソーン・ヴァンダービルト 1852–1946     | エミリー・ソーン・ヴァンダービルト 1852–1946     |                                                  |                                                  | ヘンリー・ホワイト 1850年 – 1927年               | ヘンリー・ホワイト 1850年 – 1927年               | ヘンリー・ホワイト 1850年 – 1927年           | ヘンリー・ホワイト 1850年 – 1927年           | ヘンリー・ホワイト 1850年 – 1927年                   | ヘンリー・ホワイト 1850年 – 1927年                   |                                                      |                                                      |                                                      |                                                      |                                                |                                                |                                                |                                                |                                            |                                            |                                            |                                            |                                         |                                         |
| ウィリアム・ダグラス・スローン 1844年 – 1915年 | ウィリアム・ダグラス・スローン 1844年 – 1915年 | ウィリアム・ダグラス・スローン 1844年 – 1915年 | ウィリアム・ダグラス・スローン 1844年 – 1915年 | ウィリアム・ダグラス・スローン 1844年 – 1915年 | ウィリアム・ダグラス・スローン 1844年 – 1915年 |                                          |                                          | エミリー・ソーン・ヴァンダービルト 1852–1946 | エミリー・ソーン・ヴァンダービルト 1852–1946 | エミリー・ソーン・ヴァンダービルト 1852–1946 | エミリー・ソーン・ヴァンダービルト 1852–1946 | エミリー・ソーン・ヴァンダービルト 1852–1946     | エミリー・ソーン・ヴァンダービルト 1852–1946     |                                                  |                                                  | ヘンリー・ホワイト 1850年 – 1927年               | ヘンリー・ホワイト 1850年 – 1927年               | ヘンリー・ホワイト 1850年 – 1927年           | ヘンリー・ホワイト 1850年 – 1927年           | ヘンリー・ホワイト 1850年 – 1927年                   | ヘンリー・ホワイト 1850年 – 1927年                   |                                                      |                                                      |                                                      |                                                      |                                                |                                                |                                                |                                                |                                            |                                            |                                            |                                            |                                         |                                         |
|                                                |                                                |                                                |                                                |                                                |                                                |                                          |                                          |                                              |                                              |                                              |                                              |                                                  |                                                  |                                                  |                                                  |                                                  |                                                  |                                              |                                              |                                                      |                                                      |                                                      |                                                      |                                                      |                                                      |                                                |                                                |                                                |                                                |                                            |                                            |                                            |                                            |                                         |                                         |
|                                                |                                                |                                                |                                                |                                                |                                                |                                          |                                          |                                              |                                              |                                              |                                              |                                                  |                                                  |                                                  |                                                  |                                                  |                                                  |                                              |                                              |                                                      |                                                      |                                                      |                                                      |                                                      |                                                      |                                                |                                                |                                                |                                                |                                            |                                            |                                            |                                            |                                         |                                         |
| フローレンス・アデル・スローン 1873–1960       | フローレンス・アデル・スローン 1873–1960       | フローレンス・アデル・スローン 1873–1960       | フローレンス・アデル・スローン 1873–1960       | フローレンス・アデル・スローン 1873–1960       | フローレンス・アデル・スローン 1873–1960       |                                          |                                          | ライラ・スローン 1879年 – 1934年             | ライラ・スローン 1879年 – 1934年             | ライラ・スローン 1879年 – 1934年             | ライラ・スローン 1879年 – 1934年             | ライラ・スローン 1879年 – 1934年                 | ライラ・スローン 1879年 – 1934年                 |                                                  |                                                  | エミリー・スローン 1874–1970                     | エミリー・スローン 1874–1970                     | エミリー・スローン 1874–1970                 | エミリー・スローン 1874–1970                 | エミリー・スローン 1874–1970                         | エミリー・スローン 1874–1970                         |                                                      |                                                      | ジェイムス・ヘンリー・ハマンド 1871年 – 1949年       | ジェイムス・ヘンリー・ハマンド 1871年 – 1949年       | ジェイムス・ヘンリー・ハマンド 1871年 – 1949年 | ジェイムス・ヘンリー・ハマンド 1871年 – 1949年 | ジェイムス・ヘンリー・ハマンド 1871年 – 1949年 | ジェイムス・ヘンリー・ハマンド 1871年 – 1949年 |                                            |                                            |                                            |                                            |                                         |                                         |
| フローレンス・アデル・スローン 1873–1960       | フローレンス・アデル・スローン 1873–1960       | フローレンス・アデル・スローン 1873–1960       | フローレンス・アデル・スローン 1873–1960       | フローレンス・アデル・スローン 1873–1960       | フローレンス・アデル・スローン 1873–1960       |                                          |                                          | ライラ・スローン 1879年 – 1934年             | ライラ・スローン 1879年 – 1934年             | ライラ・スローン 1879年 – 1934年             | ライラ・スローン 1879年 – 1934年             | ライラ・スローン 1879年 – 1934年                 | ライラ・スローン 1879年 – 1934年                 |                                                  |                                                  | エミリー・スローン 1874–1970                     | エミリー・スローン 1874–1970                     | エミリー・スローン 1874–1970                 | エミリー・スローン 1874–1970                 | エミリー・スローン 1874–1970                         | エミリー・スローン 1874–1970                         |                                                      |                                                      | ジェイムス・ヘンリー・ハマンド 1871年 – 1949年       | ジェイムス・ヘンリー・ハマンド 1871年 – 1949年       | ジェイムス・ヘンリー・ハマンド 1871年 – 1949年 | ジェイムス・ヘンリー・ハマンド 1871年 – 1949年 | ジェイムス・ヘンリー・ハマンド 1871年 – 1949年 | ジェイムス・ヘンリー・ハマンド 1871年 – 1949年 |                                            |                                            |                                            |                                            |                                         |                                         |
|                                                |                                                |                                                |                                                |                                                |                                                |                                          |                                          |                                              |                                              |                                              |                                              |                                                  |                                                  |                                                  |                                                  |                                                  |                                                  |                                              |                                              |                                                      |                                                      |                                                      |                                                      |                                                      |                                                      |                                                |                                                |                                                |                                                |                                            |                                            |                                            |                                            |                                         |                                         |
|                                                |                                                |                                                |                                                |                                                |                                                |                                          |                                          |                                              |                                              |                                              |                                              |                                                  |                                                  |                                                  |                                                  |                                                  |                                                  |                                              |                                              |                                                      |                                                      |                                                      |                                                      |                                                      |                                                      |                                                |                                                |                                                |                                                |                                            |                                            |                                            |                                            |                                         |                                         |
|                                                |                                                |                                                |                                                |                                                |                                                | ベニー・グッドマン 1909年 – 1986年       | ベニー・グッドマン 1909年 – 1986年       | ベニー・グッドマン 1909年 – 1986年           | ベニー・グッドマン 1909年 – 1986年           | ベニー・グッドマン 1909年 – 1986年           | ベニー・グッドマン 1909年 – 1986年           |                                                  |                                                  | アリス・フランセス・ハマンド 1905年 – 1978年     | アリス・フランセス・ハマンド 1905年 – 1978年     | アリス・フランセス・ハマンド 1905年 – 1978年     | アリス・フランセス・ハマンド 1905年 – 1978年     | アリス・フランセス・ハマンド 1905年 – 1978年 | アリス・フランセス・ハマンド 1905年 – 1978年 |                                                      |                                                      | レイチェル・ハマンド 1908年 – 2007年                 | レイチェル・ハマンド 1908年 – 2007年                 | レイチェル・ハマンド 1908年 – 2007年                 | レイチェル・ハマンド 1908年 – 2007年                 | レイチェル・ハマンド 1908年 – 2007年           | レイチェル・ハマンド 1908年 – 2007年           |                                                |                                                | ジョン・ヘンリー・ハマンド2世 1910–1987    | ジョン・ヘンリー・ハマンド2世 1910–1987    | ジョン・ヘンリー・ハマンド2世 1910–1987    | ジョン・ヘンリー・ハマンド2世 1910–1987    | ジョン・ヘンリー・ハマンド2世 1910–1987 | ジョン・ヘンリー・ハマンド2世 1910–1987 |
|                                                |                                                |                                                |                                                |                                                |                                                | ベニー・グッドマン 1909年 – 1986年       | ベニー・グッドマン 1909年 – 1986年       | ベニー・グッドマン 1909年 – 1986年           | ベニー・グッドマン 1909年 – 1986年           | ベニー・グッドマン 1909年 – 1986年           | ベニー・グッドマン 1909年 – 1986年           |                                                  |                                                  | アリス・フランセス・ハマンド 1905年 – 1978年     | アリス・フランセス・ハマンド 1905年 – 1978年     | アリス・フランセス・ハマンド 1905年 – 1978年     | アリス・フランセス・ハマンド 1905年 – 1978年     | アリス・フランセス・ハマンド 1905年 – 1978年 | アリス・フランセス・ハマンド 1905年 – 1978年 |                                                      |                                                      | レイチェル・ハマンド 1908年 – 2007年                 | レイチェル・ハマンド 1908年 – 2007年                 | レイチェル・ハマンド 1908年 – 2007年                 | レイチェル・ハマンド 1908年 – 2007年                 | レイチェル・ハマンド 1908年 – 2007年           | レイチェル・ハマンド 1908年 – 2007年           |                                                |                                                | ジョン・ヘンリー・ハマンド2世 1910–1987    | ジョン・ヘンリー・ハマンド2世 1910–1987    | ジョン・ヘンリー・ハマンド2世 1910–1987    | ジョン・ヘンリー・ハマンド2世 1910–1987    | ジョン・ヘンリー・ハマンド2世 1910–1987 | ジョン・ヘンリー・ハマンド2世 1910–1987 |